# Rynek Staromiejski w Pradze
Rynek Staromiejski (czeski: Staroměstské náměstí) – historyczny plac miejski na Starym Mieście w Pradze w Czechach. 
Wielokrotnie ewaluowała jego nazwa - oficjalna używana jest od 1895, popularna obecnie Staromák, wcześniej Velké náměstí lub Veliké náměstí, od 13. stulecia Staré tržiště, od 14. stulecia Rynk lub Staroměstský rynk, v 18. stuleciu najczęściej Staroměstský plac, Velké Staroměstské náměstí lub jeszcze raz Velké náměstí, w drugiej połowie 19. stulecia aż do 1895 i obecnie Velké czy Veliké náměstí, staropražsky Rynek, po niemiecku der Altstädter Ring.
Znajduje się między placem Wacława i mostem Karola. W okresie letnim rynek jest często przepełniony turystami. Na rynku znajdują się budynki w wielu stylach architektonicznych, w tym gotycki kościół Najświętszej Marii Panny przed Tynem, barokowy kościół św. Mikołaja i rokokowy Pałac Kinskich, w którym np. mieściło się w okresie międzywojennym Poselstwo RP (1922-1934). Plac jest oazą dla turystów zmęczonych wędrówką po wąskich uliczkach Pragi. Oprócz wielu kościołów, turyści mogą zobaczyć na tym placu także praski zegar astronomiczny, a z wieży Ratusza Staromiejskiego roztacza się panorama Starego Miasta.
W centralnej części rynku znajduje się pomnik reformatora religijnego Jana Husa, który za swoje przekonania został spalony na stosie w Konstancji. Pomnik Jana Husa wzniesiony został 6 lipca 1915 z okazji 500. rocznicy jego śmierci.
Do 3 listopada 1918 na rynku znajdowała się barokowa 14-metrowa kolumna maryjna z 1650 z 2-metrowym posągiem Matki Boskiej i postaciami czterech aniołów z uniesionymi w górę mieczami dłuta Jana Bendla, ufundowana przez cesarza Fedynanda III. Uważana za symbol zniewolenia Czech przez Austrię i kościół katolicki, została rozebrana wkrótce po powstaniu Czechosłowacji. Jej kontur zaznaczono współcześnie na bruku rynku; nazywany jest on przez prażan Pomnikiem nieistniejącego cienia.

Panorama Rynku